# Казимир Бартошевич
Казимир Бартошевич (пол. Kazimierz Bartoszewicz; 19 листопада 1852 Варшава — 20 січня 1930, Краків) — польський історик, публіцист, сатирик, літератор, редактор, видавець і колекціонер творів мистецтва.

## Життєпис
Народився в сім'ї польського історика Юліяна Бартошевича. Вивчав філософію і право в Ягеллонському університеті.
У 1879–1893 — власник книгарні та друкарні в Кракові, що видавала зібрання творів відомих польських авторів.
Організатор літературно-культурного життя Кракова і видавець класиків польської літератури.

## Творчість
Дебютував ще будучи студентом у 1867 році в газетах «Zorza» і «Kurier Świąteczny». Автор низки науково-популярних творів. Крім багатьох статей з питань історії та літератури в періодичній пресі, видав низку робіт з книгознавства та книговидання.
Співпрацював з найбільшими газетами Польщі та Галичини, в яких розміщував історичні та економічні нариси, фейлетони, сатиричні статті (у віршах і прозі). Як сатирик висміював соціалістів і «станчиків».
Протягом своєї 60-літньої літературної діяльності створив і відредагував багато друкованих видань:
- «Szkice Społeczne i Literackie» (1875— 1876)
- «Diabeł» (1875–1879)
- «Przegląd Literacki i Artystyczny» (1882–1886)
- «Ananas» (1885–1897)
- «Kurier Krakowski» (1888–1889)
- «Przegląd literacki» (1896–1899).

Успадковану від батька-історика бібліотеку, доповнену своїми багаторічними надбаннями, заповідав Міський публічній бібліотеці у Лодзі. У 1928–1930 передав як подарунок Лодзі свою колекцію творів мистецтва, в тому числі, картини Артура Гротгера, Ж. П. Норблена де ля Ґурда, Олександра Котсіса, Вітольда Прушковського, Юзефа Хелмонського, Яцека Мальчевського та ін.
Його подарунок став основою для художнього музею в Лодзі.

## Вибрана бібліографія
- Księga pamiątkowa Konstytucji 3 maja (1891, 2 томи)
- Rok 1863. Historia na usługach stronnictw i ludzi (1895-1896, 2 томи)
- Księga humoru polskiego (1897, 4 томи)
- Antysemityzm w literaturze polskiej XV—XVI w. (1914)
- Szkice i portrety literackie (1930)
- Historja literatury polskiej potocznym sposobem opowiedziana
- Jan Sobieski: do dwudziestego roku życia
- Początki Rusi
- Życie Jana Kochanowskiego
- Caryca Praskowja
- Małpa człowiek
- Zapiski Tymoteusza Lipińskiego
- 40 kronik
- Polityka galicyjska
- X. Paweł Rzewuski, sufragan warszawski
- Rzeczpospolita babińska
- Dzieje insurekcji kościuszkowskiej (1909)
- Wojna żydowska w roku 1859: początki asymilacyi i antisemityzmu
- Odrodzenie Polski za Stanisława Augusta (1914)
- Muza Margrabiego
- Przyjaciel ks. Józefa Poniatowskiego
- Tadeusz Ogiński, wojewoda trocki i jego pamiętnik
- Dzieje Galicyi: jej stan przed wojną i "wyodrębnienie
- Michał Bałucki
- Łyki i kołtuny
- Utworzenie Królestwa Kongresowego (1916)
- Radziwiłłowie (1928)